# أنغولا (إنديانا)
أنغولا (بالإنجليزية: Angola, Indiana)‏ هي مدينة تقع في الولايات المتحدة في مقاطعة ستوبين (إنديانا). يقدر عدد سكانها بـ 8,612 نسمة ومساحتها 16.55 كم2 وترتفع عن سطح البحر 324 متر.

## التركيبة السكانية
قام مكتب تعداد الولايات المتحدة بتحديد بيانات التركيبة السكانية لأنغولا في تعداد الولايات المتحدة. في ما يلي، التركيبة السكانية حسب تعدادي 2000 و2010.

### تعداد عام 2000
بلغ عدد سكان أنيتا 284 نسمة بحسب تعداد عام 2000، وبلغ عدد الأسر 124 أسرة وعدد العائلات 62 عائلة مقيمة في المدينة. في حين سجلت الكثافة السكانية 288.8 نسمة لكل ميل مربع (111.5/كم2). وبلغ عدد الوحدات السكنية 155 وحدة بمتوسط كثافة قدره 157.6 نسمة لكل ميل مربع (60.8/كم2).
وتوزع التركيب العرقي للمدينة بنسبة 97.54% من البيض و 1.06% من الأمريكيين الأصليين و 0.70% من الأمريكيين ذوي الأصول الآسيوية و 0.35% من عرقين مختلطين أو أكثر.
بلغ عدد الأسر 124 أسرة كانت نسبة 14.5% منها لديها أطفال تحت سن الثامنة عشر تعيش معهم، وبلغت نسبة الأزواج القاطنين مع بعضهم البعض 41.9% من أصل المجموع الكلي للأسر، ونسبة 6.5% من الأسر كان لديها معيلات من الإناث دون وجود شريك، وكانت نسبة 49.2% من غير العائلات. تألفت نسبة 46.8% من أصل جميع الأسر من أفراد ونسبة 27.4% كانوا يعيش معهم شخص وحيد يبلغ من العمر 65 عاماً فما فوق. وبلغ متوسط حجم الأسرة المعيشية 2.49، أما متوسط حجم العائلات فبلغ 1.82.
بلغ العمر الوسطي للسكان 60 عاماً. وكانت نسبة 16.5% من القاطنين تحت سن الثامنة عشر، وكانت نسبة 3.9% بين الثامنة عشر والأربعة وعشرون عاماً، ونسبة 18.3% كانت واقعةً في الفئة العمرية ما بين الخامسة والعشرون حتى والأربعة وأربعون عاماً، ونسبة 18.7% كانت ما بين الخامسة والأربعون حتى الرابعة والستون، ونسبة 42.6% كانت ضمن فئة الخامسة والستون عاماً فما فوق. يوجد لكل 100 أنثى 102.9 ذكر، ويوجد لكل 100 أنثى في الثامنة عشر من عمرها فما فوق 86.6 ذكر.
بلغ متوسط دخل الأسرة في المدينة 24,792 دولار، أما متوسط دخل العائلة فبلغ 33,125 دولار. وكان متوسط دخل الذكور 25,500 دولار مقابل 15,625 دولار للإناث. وسجل دخل الفرد الخاص بالمدينة 14,848 دولار. وكانت نسبة 7.8% من العائلات ونسبة 14.7% من السكان تحت خط الفقر، وكان من هؤلاء نسبة 8.6% تحت سن الثامنة عشر ونسبة 4.0% في الخامسة والستين من العمر وما فوق.

### تعداد عام 2010
بلغ عدد سكان أنيتا 222 نسمة بحسب تعداد عام 2010، وبلغ عدد الأسر 107 أسرة وعدد العائلات 53 عائلة مقيمة في المدينة. في حين سجلت الكثافة السكانية 224.2 نسمة لكل ميل مربع (86.6/كم2). وبلغ عدد الوحدات السكنية 142 وحدة بمتوسط كثافة قدره 143.4 لكل ميل مربع (55.4/كم2).
وتوزع التركيب العرقي للمدينة بنسبة 96.8% من البيض و 0.9% من الأمريكيين الأصليين و 2.3% من عرقين مختلطين أو أكثر.
بلغ عدد الأسر 107 أسرة كانت نسبة 14.0% منها لديها أطفال تحت سن الثامنة عشر تعيش معهم، وبلغت نسبة الأزواج القاطنين مع بعضهم البعض 34.6% من أصل المجموع الكلي للأسر، ونسبة 9.3% من الأسر كان لديها معيلات من الإناث دون وجود شريك، بينما كانت نسبة 5.6% من الأسر لديها معيلون من الذكور دون وجود شريكة وكانت نسبة 50.5% من غير العائلات. تألفت نسبة 47.7% من أصل جميع الأسر من أفراد ونسبة 27.1% كانوا يعيش معهم شخص وحيد يبلغ من العمر 65 عاماً فما فوق. وبلغ متوسط حجم الأسرة المعيشية 2.36، أما متوسط حجم العائلات فبلغ 1.73.
بلغ العمر الوسطي للسكان 60.7 عاماً. وكانت نسبة 9.9% من القاطنين تحت سن الثامنة عشر، وكانت نسبة 7.8% بين الثامنة عشر والأربعة وعشرون عاماً، ونسبة 10.4% كانت واقعةً في الفئة العمرية ما بين الخامسة والعشرون حتى والأربعة وأربعون عاماً، ونسبة 27.5% كانت ما بين الخامسة والأربعون حتى الرابعة والستون، ونسبة 44.6% كانت ضمن فئة الخامسة والستون عاماً فما فوق. وتوزع التركيب الجنسي للسكان بنسبة 50.9% ذكور و49.1% إناث.